# Solanum apiculatum
Solanum apiculatum är en potatisväxtart som beskrevs av Otto Sendtner. Solanum apiculatum ingår i släktet skattor som ingår i familjen potatisväxter. Inga underarter finns listade i Catalogue of Life.